# 刘刚 (1961年)
刘刚（1961年1月30日—），男，吉林辽源人，中华人民共和国民主运动领袖之一，北京高校学生自治联合会的创始人。八九学生民主运动前带领王丹等人参与民主活动。先后取得中国科学技术大学力学学士、北京大学物理学硕士、哥伦比亚大学计算机硕士以及纽约大学金融系硕士学位。1996年流亡至美国后常居新泽西州，并时常在《中国茉莉花行动部落》发表政论。刘刚也是位数学家，曾就职于贝尔实验室，在理论物理与数论方面有一定的研究。

## 生平

### 學生時期
刘刚生于辽源市，父亲刘桂春是公安機關警察，母亲黄桂琴在刘刚六四被捕不久后病逝，有兄弟姐妹二人。 1978年9月作为文革后第二届恢复高考的考生进入中国科学技术大学。 1982年取得近代力学系学士学位，在校期间受方励之思想影响。 1982年7月到1984年9月任职于中国航空工业集团沈阳飞机设计研究所（简称“601所”），并与罗阳一起负责参与了J8-II战斗机的设计。 1984年考上北京大学物理系研究生。刘刚在校期间参加过1985年北京大学的「九一八」学潮。八六学潮导致胡耀邦下台后，刘刚在三角地里张贴了很多大字报表示不满，被公安局和校保卫部带去审讯。1987年元旦的天安门学生游行事件中，刘刚是北大三十一个被捕的学生之一。同年四月，刘刚推荐方励之夫人、时任北京大学物理系教授的李淑娴当选海淀区人大代表。以及发起1988年全国人民代表大会期间的在人民大会堂前为人民代表擦皮鞋事件。刘刚在北大毕业后任职于中国科学技术大学研究生院软科学研究所和中华人民共和国教育部下属高连耐磨材料开发公司，担任助理所长、研究员等职，同时兼职于陈子明和王军涛主办的中国社会经济研究所。六四事件前刘刚曾在北大发起组建“民主沙龙”，以及在圆明园的“渊鸣园沙龙”，目的是建立中国的海德公园。 

由于坚持从事社会民主活动，刘刚多次被中国当局点名批评，被政府限制其在北京的活动。在八九民运之前，刘刚一直受国安人员秘密监视，以至于公安部副长俞雷说：
“刘刚在北京，我们公安部门无法保障北京的安定团结。”

### 八九民运
1989年4月15日胡耀邦逝世导致北京各大院校学生发生游行后，刘刚时常到天安门广场密切观察运动的走向，目的就是发掘在运动期间成长起来的学运骨干和领袖。4月22日胡耀邦追悼会那一天，刘刚与其他学生骨干，如北师大的吾尔开希、中国政法大学的浦志强、周勇军、北大的张志勇、郭海峰商榷未来的学运发展，同时负责联系北京各高校之间的学生组织。23日傍晚，刘刚径自在圆明园的寓所里成立了北京高校学生自治联合会，并且起草了高自联的章程草案。同时委任周勇军为第一任主席。刘刚起初反对将北京高校学生自治联合会固定在北京和学生的范围内，并计划由他看中的一位讲师任主席。在随后的高自联里，刘刚主张成立全国学联组织，后在投票表决中被否决。运动中期，刘刚负责起学生与知识分子，如方励之、许良英、于浩成等之间关系的盘旋。 为了表达对人民日报社论《必须旗帜鲜明地反对动乱》的不满，刘刚以高自联的名义发起四二七大游行，并负责组织起忠义救国军（后发展为“市民敢死队”）。

学运后期刘刚主要负责幕后参谋工作。其中以改編美国开国元勋帕特里克·亨利的名言：
“不民主，毋宁死。”
而著名。并在5月下旬担任首都各界爱国维宪联席会的参谋部长。刘刚在联席会议上主张学生于5月30日主动撤出天安门广场，但未获多数同学赞同。6月1日，在中国政法大学召开最后一次联席会议后，刘刚与纠察总指挥张伦等人转移到北京市郊的昌平县准备撤出北京，转移至地下活动。后曾在6月5日秘密潜回北京市区，考察戒严部队进城情况。 刘刚是八九民运 与学潮的主要发起人，与吾尔开希、柴玲不同，由于刘刚在运动中始终保持低调和坚持幕后策划工作，所以当时并未被很多媒体所知，但仍在学运领导高层中拥有相对的影响力，直至中共将已非学生的刘刚放入学生通缉名单且排在前面，才为外界所知。

### 被捕入狱
六四事件后的6月13日，北京市公安局通缉21名在逃的高自联头头和骨干，他位列第三位：
“刘刚，男，二十八岁，吉林省辽源市人，原北京大学物理系研究生，现无业。身高一百六十五公分左右，方脸，络腮胡，鬓角较长，东北口音。”
其后，于6月16日在河北保定火车站被捕。 随后关押在秦城监狱以及辽宁省凌源第二劳改营。为表达对当局的不满，刘刚在狱中先后组织绝食以及抗议活动，引起当局警惕。随后便把他隔离开来，长期进行单独关押。由于刘刚一直坚持“反围剿、反审讯、反洗脑、反改造”的坚硬态度，为当局所不容，时常遭到迫害，並由此得称“秦城铁血汉”。
1991年2月6日，北京市第一中级人民法院以“煽动颠覆国家政权罪”判处其有期判刑6年、剥夺政治权利2年：
“经法庭调查，确认陈子明、王军涛，刘刚，陈小平四名被告人在一九八九年北京发生动乱、暴乱期间，有的纠集和利用非法组织，抗拒、破坏国家法律、法令的实施，进行了一系列阴谋颠覆政府的活动；有的采取各种手段在群众中公开大肆煽动颠覆人民政权和社会主义制度。”
刘刚是当时所通缉的二十一名学生领袖之中判得最重的一位，但事实上，当时刘刚的身份已经不是学生，但中国政府仍然坚定认为他就是学生运动中重要的“幕后黑手”。在狱中，刘刚曾遭受毒打和折磨，不过他还是组织了狱中其他政治犯进行绝食等活动，并给各国领袖写公共信以示抗议。 
1995年刘刚刑满释放。1996年经香港流亡至美国。 1998年，刘刚获得哥伦比亚大学电脑硕士学位。其后，他在花旗银行集团工作，并投身金融业和高科技行业，曾就职于贝尔实验室与摩根士丹利。
2011年2月，刘刚发现自己的妻子是解放军军官。 

## 学术研究
刘刚在线性规划以及经济学领域中发表过一些重要的学术论文，并在美国贝尔实验室担任研究员。

## 著作

### 出版書籍
- . 自由出版社. 2007年  [2014-04-01]. （原始内容存档于2015-03-21）.
- . 英華出版社. 2009年. ISBN 978-097-1893-41-2.

### 英文著作
- 《T-Forward Method: A Closed-Form Solution and Polynomial Time Approach for Convex Nonlinear Programming》[21]
- 《A*Prune: An Algorithm for Finding K Shortest Paths Subject to Multiple Constraints》[22]
- 《SPIDER: A Simple and Flexible Tool for Design and Provisioning of Protected Lightpaths in Optical Networks》[23]
- 《A Mathematic Model for Supply-Demand Equilibrium and the Optimal Solution for Labor Assignment》[24]

## 外部連結
- 刘刚的X（前Twitter）
- 劉剛Blogger （页面存档备份，存于）
- 刘刚文集 （页面存档备份，存于）